# Port Orchard
La ville de Port Orchard est le siège du comté de Kitsap, situé dans l'État de Washington, aux États-Unis. Sa population s’élevait à 11 144 habitants lors du recensement de 2010, estimée à 13 997 habitants en 2017.

## Géographie
La commune se situe au sud de Seattle.

## Histoire
La ville est créée en 1886 par Frederick Stevens. En 1890, l'US Navy y installe une base.

## Personnalités liées à la ville
- Willie Bloomquist, joueur de baseball
- Jason Hammel, joueur de baseball
- Jason Wade, musicien
- Madelaine Petsch, (1994-), actrice